# Karabinek Typ 63
Typ 63 (często określany również jako Typ 68) – chiński karabinek automatyczny powstały poprzez połączenie konstrukcji karabinka samopowtarzalnego Typ 56 (licencyjna wersja SKS), oraz karabinka automatycznego o tej samej nazwie – Typ 56 (licencyjna wersja AK).

## Historia
W latach 50 XX wieku w Chińskiej Republice Ludowej rozpoczęto produkcję wielu typów radzieckiej broni strzeleckiej, jednak po pogorszeniu się stosunków pomiędzy tymi państwami, Chińczycy postanowili kontynuować dalszy rozwój broni własnymi siłami.
Na początku lat 60 XX wieku postanowiono skonstruować nowy karabinek automatyczny mający łączyć cechy dwóch konstrukcji:
- karabinka automatycznego Typ 56 – licencyjnej wersji AK.
- karabinka samopowtarzalnego Typ 56 – licencyjnej wersji SKS.

Założenia konstrukcyjne zakładały stworzenie broni mogącej prowadzić ogień ciągły jak karabinki AK, jednocześnie zapewniając wyższą celność jak karabinki SKS. Nowa broń analogicznie jak w SKS miała także zostać wyposażona w zatrzask zatrzymujący zamek w tylnym położeniu po wystrzeleniu ostatniego naboju.

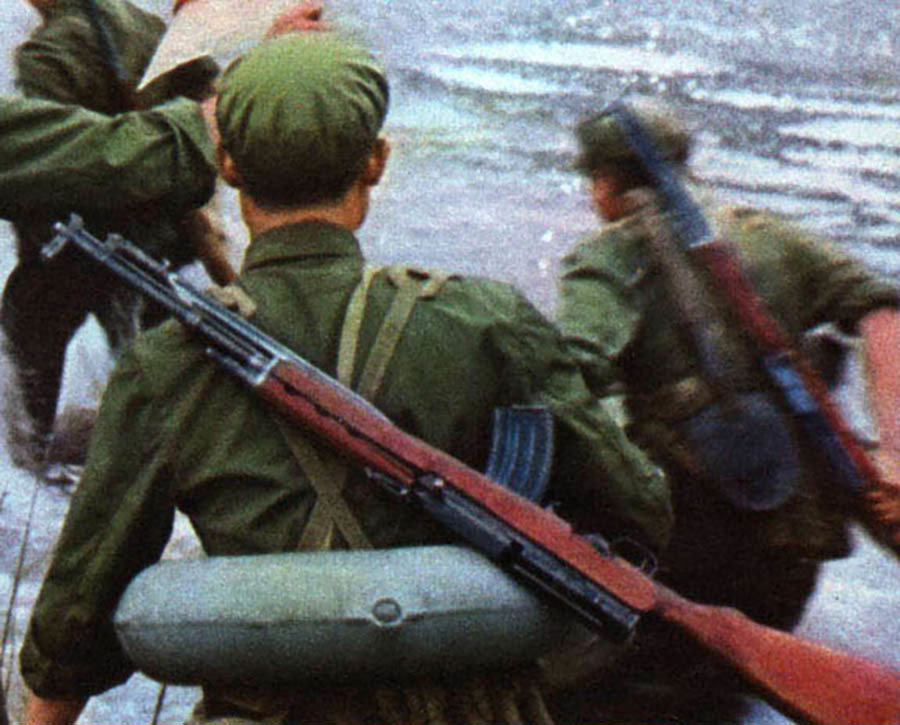
Żołnierze chińscy uzbrojeni w karabinki Typ 63

Pracami nad nową konstrukcją kierował Tang Wenlie, łącząc w niej zarówno rozwiązania stosowane w AK jak i SKS. W 1963 roku rozpoczęto produkcję nowego karabinka pod nazwą Typ 63, który w pierwszej kolejności miał zastąpić licencyjne SKS a następnie AK. Rozpoczęcie masowej produkcji Typ 63 zbiegło się jednak w czasie z rozpoczęciem Rewolucji Kulturalnej, co sprawiło, że wyprodukowane egzemplarze były wyjątkowo niskiej jakości. Typ 63 okazał się zawodny i niecelny. Pod koniec lat 70 próbowano jeszcze opracować jego zmodernizowaną wersję (Typ 68), ale w 1969 roku podjęto decyzję o zakończeniu produkcji. Do tego czasu wyprodukowano ponad milion egzemplarzy Typ 63.
Karabinek Typ 63 wycofano z uzbrojenia armii chińskiej w 1978 roku. Zmagazynowane egzemplarze zostały prawdopodobnie wyeksportowane.

## Wersje
- Typ 63 – pierwsza wersja seryjna
- Typ 68 – oznaczenie karabinków późnej serii produkcyjnej, w których zwiększył się udział części wykonywanych metodą tłoczenia.

## Opis konstrukcji
Karabinek Typ 63 jest indywidualną bronią samoczynno-samopowtarzalną. Zasada działania oparta na wykorzystaniu energii gazów prochowych odprowadzanych przez boczny otwór lufy (krótki ruch tłoka gazowego). Ryglowanie przez obrót zamka. Po wystrzeleniu ostatniego naboju zamek zatrzymuje się w tylnym położeniu. Mechanizm spustowy umożliwia strzelanie ogniem pojedynczym i seriami. Przełącznik rodzaju ognia, pełniący także rolę bezpiecznika umieszczony przed kabłąkiem spustowym. Zasilanie z dwurzędowych magazynków łukowych o pojemności 15 lub 20  naboi (po usunięciu urządzenia zatrzymującego zamek w tylnym położeniu można używać 30 nabojowych magazynków AK). Otwarte przyrządy celownicze składają się z muszki i celownika krzywkowego (ze szczerbiną). Mechanizmy karabinka osadzone w długim drewnianym łożu połączonym ze stałą kolbą. Broń nie posiada oddzielnego chwytu pistoletowego. Pod lufą zamocowany składany bagnet.